# بوليدوكانول
بوليدوكانول (بالإنجليزية: Polidocanol)‏ هو مخدر موضعي ومضاد حكة يُستعمل كدواء موضعي وأثناء الحمام، حيثُ يُخفف الحكة الناتجة عن الأكزيما والجلد الجاف، ويتكون من إيثوكسيلاثيون دوديكانول.
يستخدم البوليدوكانول كمادة مصلبة (مادة مُهيجة تُحقن لعلاج الدوالي الوريدية)، وتباع تحت الاسم التجاري أسكليرا وَإيثوكسيكليرول وَفاريثينا. يؤدي البوليدوكانول إلى حدوث تليف داخل الدوالي الوريدية، وبالتالي تؤدي إلى إغلاق تجويف الأنبوب، وبالتالي تقليل ظهور الدوالي.
وافقت إدارة الغذاء والدواء على حقن البدليوكانول لعلاج الدوالي الصغيرة (أقل من 1 ملم في القطر) والأوعية الشبكية (1 إلى 3 ملم في القطر)، حيثُ يعمل البوليدوكانول عن طريق إتلاف بطانة الخلايا في الأوعية الدموية، مما يؤدي إلى إغلاقها وفي النهاية سوف تحل محلها أنواع أخرى من الأنسجة.